# Park Czempiela w Rybniku
Park Czempiela w Rybniku – park miejski w Rybniku w dzielnicy Niedobczyce, położony pomiędzy ulicami Barbary i Rymera. Powierzchnia parku wynosi 37,4 tys. m².

## Historia
Został założony w 1938 roku przez Gwarectwo Węglowe przy KWK Rymer. Park stanowił ulubione miejsce rekreacji i wypoczynku dla pracowników kopalni i mieszkańców przykopalnianej kolonii.
Park został znacząco rozbudowany w latach 50. XX wieku w ramach projektu przygotowanego przez Rudolfa Kucharczyka. Wykonano m.in. istniejącą do dziś rzeźbę z postaciami tańczących górników. Ponadto w parku powstał staw ze strumyczkami wody, fontanna, mostki, mały zwierzyniec, muszla koncertowa, korty tenisowe. Wybudowano również restaurację „Mimoza” z palmiarnią, alpinarium i sztolnię obrazującą ciężką pracę górników pod ziemią.
Na początku lat 90 XX wieku parkowi nadano aktualną do dziś nazwę im. Henryka Czempiela – zasłużonego rybnickiego pedagoga, dyrygenta i dyrektora szkoły muzycznej.
W sierpniu 2020 r. w Parku Czempiela do użytku oddano nowoczesny plac zabaw dla dzieci wraz z urządzeniami zabawowymi, ogrodzeniem i bezpośrednią zielenią towarzyszącą.

## Przyroda
Zieleń parku stanowi starodrzew takich gatunków jak: dęby, jesiony, klony. Znajduje się wśród nich okazałych rozmiarów platan o charakterystycznej, łaciato łuszczącej się korze.